# تایشو تریپیتاکا
تایشو تریپیتاکا (انگلیسی: Taishō Tripiṭaka) (به ژاپنی: 大正新脩大藏經 Taishō Shinshū Daizōkyō)، تجدید نظر شده تریپیتاکا در دوره تایشو است. یک نسخه قطعی از قانون بودایی چینی و تفاسیر ژاپنی آن است که توسط محققان در قرن بیستم استفاده می‌شد. این نام در زبان چینی (Dàzhèngzàng) و ژاپنی (Taishōzō) به اختصار "大正藏" است.